# Michael Levi Rodkinson
Michael Levi Rodkinson est un éditeur juif américain du XIXe siècle (1845-1904), passé à la postérité pour avoir été le premier à traduire en anglais le Talmud babylonien.

## Éléments biographiques
Né Frumkin, Michael Levi Rodkinson descend d'Aaron Halevy ben Moshe Horowitz, éminent rabbin du mouvement hassidique Habad, d'après lequel il a été nommé. Celui-ci ayant créé son propre groupe hassidique à Usha puis à Staroselye, Michael passe dans son enfance beaucoup de temps parmi les Hassidim, et grandit dans cette atmosphère. Il a pour demi-frères Israel Dov Bär Frumkin, deviendra le rédacteur en chef du journal de Jérusalem The Havatzeleth newspaper, Arieh Tzvi Hirsch Frumkin et Guishe Frumkin-Navon.
Pour une raison inconnue il change son nom en celui de Rodkinson, peut-être d'après le nom de sa mère, « Rada ». Il vit quelque temps en Allemagne, où il publie quelques-uns de ses livres, puis s'installe à New York où il travaille comme éditeur.
Rodkinson s'est marié trois fois ; l'un de ses enfants, Max Rodkinson, fut un acteur réputé du théâtre yiddish à New York. Il changea son nom en « Rudolph Marks » parce que son père ne voulait pas qu'il utilisât celui de « Rodkinson » comme acteur yiddish. Après quelques années à jouer la comédie, il quitta la scène et devint avocat, reprenant son nom original.

## Œuvres
Parmi les travaux de Michael Levi Rodkinson figure une traduction inachevée du Talmud babylonien en anglais qui a été éreintée.
Rodkinson a également publié plusieurs recueils d'histoires hassidiques. Ces livres étaient parmi les premiers à raconter des histoires en hébreu et en yiddish. Jusque-là, les livres hébraïques et yiddish étaient essentiellement des explications de la loi juive.

### Source
- (en) Cet article est partiellement ou en totalité issu de l’article de Wikipédia en anglais intitulé « Michael Levi Rodkinson » (voir la liste des auteurs).